# طبقة مهنية - إدارية
الطبقة المهنية - الإدارية كانت نظرية جديدة للطبقة الجديدة في العلوم الاجتماعية في الولايات المتحدة في السبعينيات من القرن العشرين على يد جون وباربارا إيرينرايش. وقد افترضت عائلة إيرينرايش وجود طبقة اجتماعية في الرأسمالية لم تكن، من خلال التحكم في عمليات الإنتاج من خلال مهارات الإدارة الفائقة، بروليتاريا ولا برجوازية. وقد ساهمت تلك النظرية بعد ذلك في المناقشات الماركسية حول الطبقة فيما يتعلق بالفوردية وقد تم استخدامها كفئة تحليلية أثناء فحص الموظفين غير البروليتاريين.